# Sante Bentivoglio
Pour les articles homonymes, voir Bentivoglio (homonymie).
Sante Bentivoglio (Poppi, 1424 – Bologne, 1er octobre 1463) est un militaire, condottiere et noble italien actif au XVe siècle. Fils naturel de Ercole Bentivoglio et cousin de Annibale Ier Bentivoglio, il fut seigneur de Bologne de 1445 à 1463.

## Biographie
Sante Bentivoglio est élevé à la cour de Cosme de Médicis à Florence,. Il succède à Annibale Ier, tué dans un guet apens organisé par la famille rivale des Canetoli. Acclamé par la population qui le choisit en 1447, après un accord avec les autorités ecclésiastiques, il est nommé « Gonfaloniere della giustizia » de Bologne, titre qui équivaut à Seigneur de la ville. Il est aussi désigné comme tuteur du fils d'Annibale, Giovanni IIe.
Sante Bentivoglio a comme amante Nicolosa Castellani, épouse de Nicolò Sanuti comte de Porretta. Le 19 mai 1454, il épouse dans l'église San Giacomo Maggiore de Bologne. Ginevra Sforza, âgée de 14 ans, fille d'Alessandro Sforza seigneur de Pesaro. Le couple eut deux enfants: 
- Costanza (1458-1491), qui épousa Antonmaria Pico da Mirandola ;
- Ercole Bentivoglio (1459-1507), condottiere, qui épousa Barbara Torelli.

En 1460, débutent les travaux de construction de son palais, confiés à Pagno di Lapo Portigiani qui sont finalement achevés par Giovanni IIe, fils d'Annibale. Le palais fut détruit en 1507 quand la papauté chassa les Bentivoglio de Bologne. 
Pendant sa seigneurie, Sante Bentivoglio sut conserver une autonomie gouvernementale indépendante en dosant finement la composition du sénat communal de seize membres avec un nombre équivalent de membres de la noblesse bolonaise et de représentants papaux. Le pape propose sa protection contre toutes les agressions. Dans le domaine de la politique, il conclut des alliances avec la république de Venise, les Sforza et les Médicis.
Sante Bentivoglio est mort de maladie en 1463, Giovanni IIe, dont il a été tuteur lui succède six mois plus tard. 